# ハミイー
ハミイー（Chmeee）はラリー・ニーヴンのSF小説『リングワールド』シリーズに登場するクジン人で、ルイス・ウーに次ぐ主役の一人である。

シリーズ一作目の『リングワールド』では彼には名前が無く、「獣への話し手（スピーカー・トゥ・アニマルズ）」という役職名で呼ばれている。彼の身分はクジンの外交官なのである。
なお、クジン人が他の種族を「獣」と呼ぶのは彼らの風習であるが、人類の方にはそれを無礼だと考える者もいる。
時は2850年、彼はパペッティア人のネサスの誘いを受けリングワールドへの探検隊の一員となる。
リングワールドからノウンスペースに帰還した際の功績により、クジンの族長からハミイーという名前と子孫を残す権利を与えられることになる。
彼は第二作『リングワールドふたたび』でも「至後者（ハインドモースト）」によってリングワールドに連れて行かれ、重要な役割を果たすことになる。第三作『リングワールドの玉座』ではプロローグでルイスたちと別れるが、代わりに彼が「大海洋（グレート・オーシャン）」のクジンの「地図」に住んでいたクジン人女性に産ませた息子が登場する。ハミイーは息子にルイス・ウーから「知恵と分別」を学ぶよう命じ、「侍者（アコライト）」という仮の名を与えてルイスの元へ行かせるのである。